# فينيه ماكلين
فينيه ماكلين هو محامي وسياسي أمريكي، ولد في 19 فبراير 1806 في روسلفيل في الولايات المتحدة، وتوفي في 12 أبريل 1881 في غرينكاسل في الولايات المتحدة. نشط حزبياً في حزب اليمين. وقد انتخب عضو مجلس النواب الأمريكي ‏.